# Loch Shiel
Loch Shiel (gael. Loch Seile) – jezioro polodowcowe w zachodniej Szkocji, kilka kilometrów na zachód od Fort William. Jego głębokość sięga 128 metrów, długość wynosi 25 km, a powierzchnia 20 km². Jezioro położone jest na wysokości 4,5 m n.p.m. Przy jego północnym brzegu leży miejscowość Glenfinnan.